# Zhu Qinan
Zhu Qinan (Wenzhou, 15 de novembro de 1984) é um atirador olímpico chinês, campeão olímpico.

## Carreira
Zhu Qinan representou a China nas Olimpíadas, em 2004, 2008 e 2012, conquistou a medalha de ouro em 2004, no Rifle 10m.